# Francesco Gabbani
Francesco Gabbani  (n. 9 septembrie 1982, Carrara, Toscana, Italia) este un cantautor italian.